# 2010년 동계 올림픽 슬로베니아 선수단
2010년 동계 올림픽 슬로베니아 선수단은 캐나다 밴쿠버에서 개최된 2010년 동계 올림픽에 참가한 올림픽 슬로베니아 선수단이다.

## 메달리스트

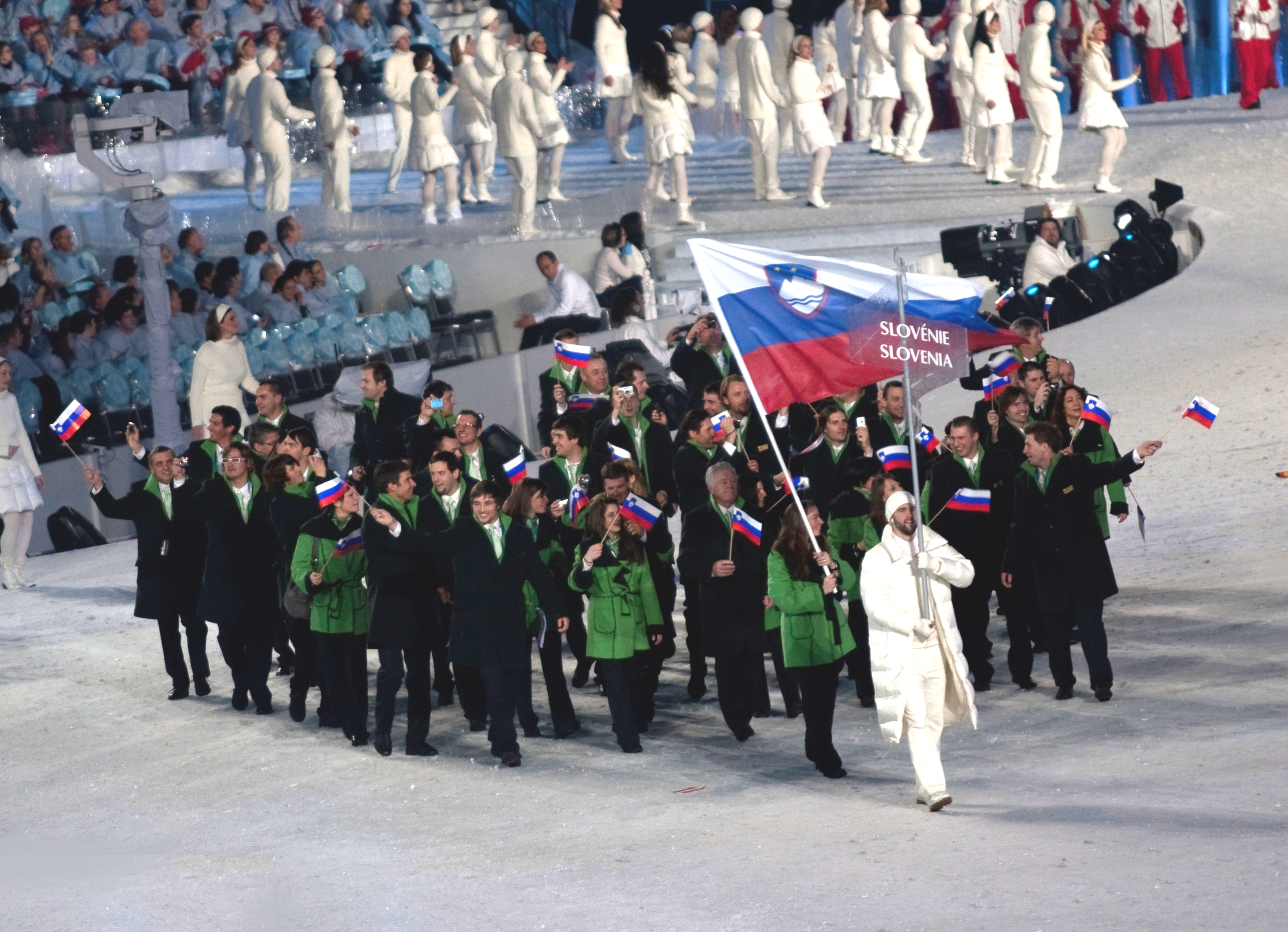
개회식에서의 슬로베니아 선수들

| 메달   | 이름            | 종목         | 세부종목        |
| ------ | --------------- | ------------ | --------------- |
| 은메달 | 티나 마제       | 알파인 스키  | 여자 슈퍼대회전 |
| 은메달 | 티나 마제       | 알파인 스키  | 여자 대회전     |
| 동메달 | 페트라 마이디치 | 크로스컨트리 | 여자 스프린트   |